# 緑化
緑化（りょっか、りょくか）は、ある場所に草や木を植えること、あるいはそれらが育つような算段をすること。またその後、植物を植栽育成管理すること。目的は緑による環境改善を図ることであるため、通例は収穫を目的としない。

## 概要

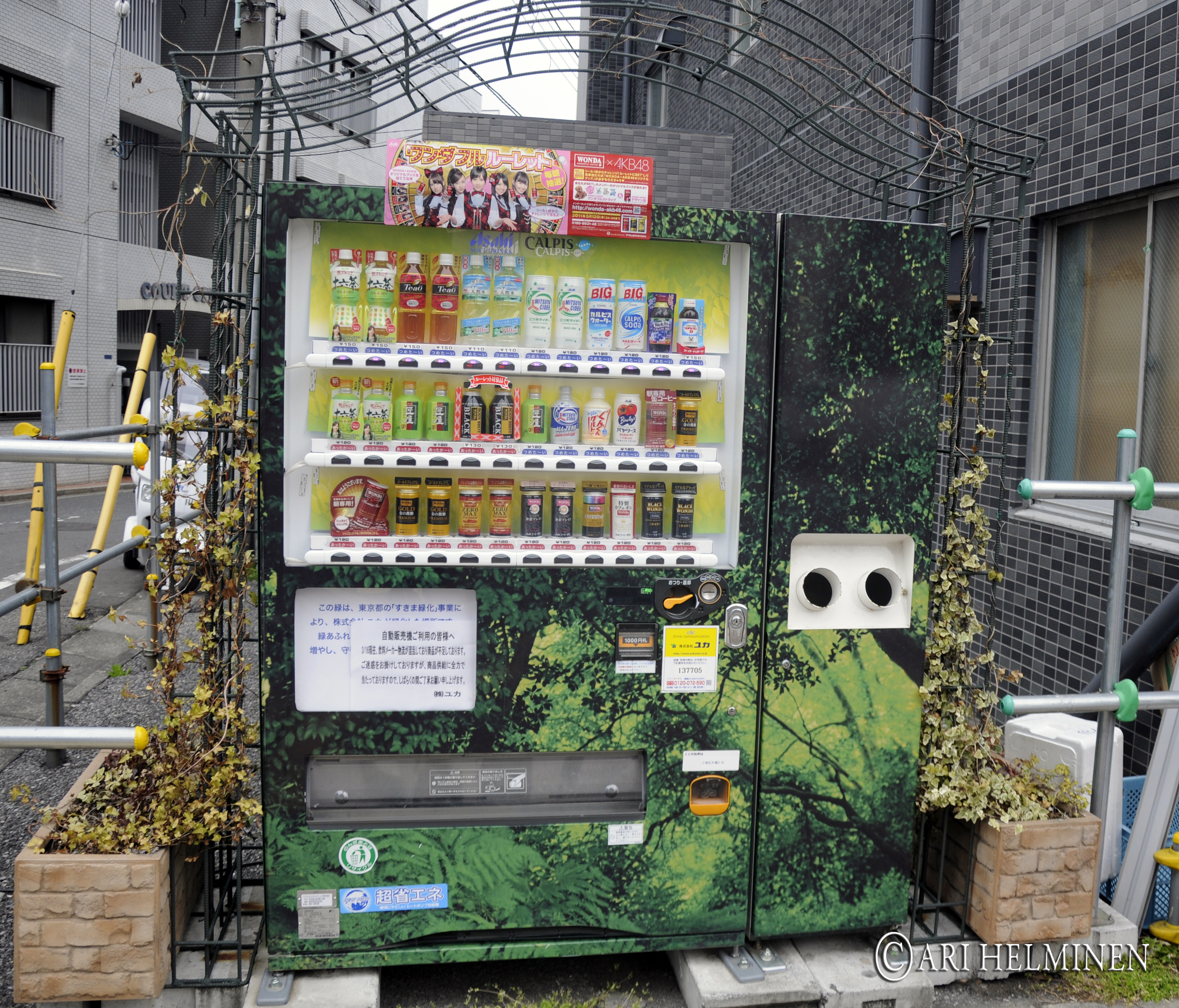
景観緑化の一例（東京都の「すきま緑化」事業による自販機、2011年）

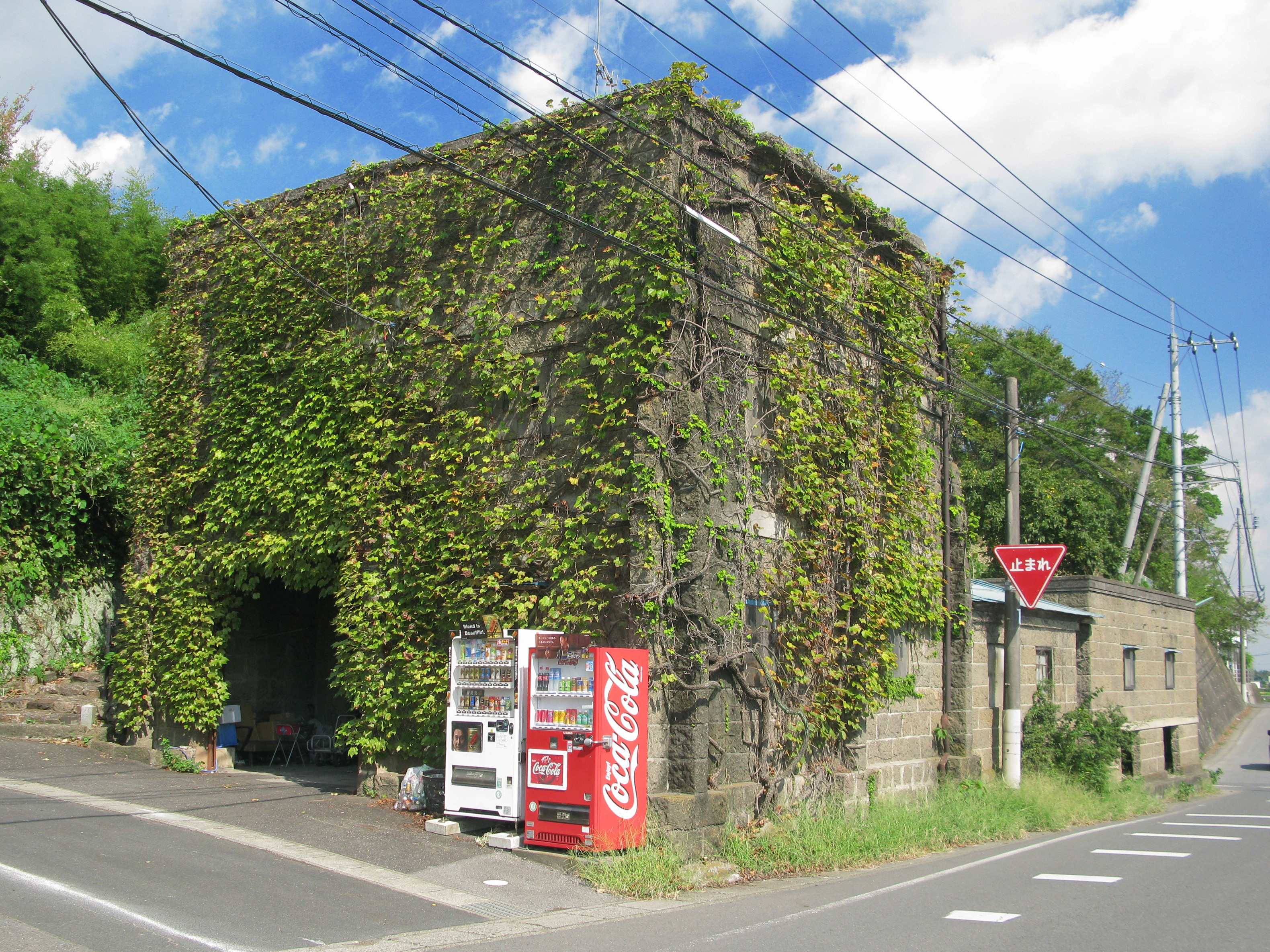
壁面緑化の一例

緑化は植樹・植林とも重なる部分があるが、植樹は往々にして単独の木を植えることを意味し、植林は材木の生産を目的として、有用樹種を一斉に植えて人工林を作ることが多い。これに対して、緑化は、その場に植物が生長すること自体を目的とするものである。
緑化は大きく二つに分けられる。一つは 園芸や街路樹、屋上緑化・壁面緑化 など、人工的な環境に、さらに人工的に植物を植える事であり、もう一つは、自然の森、緑地のようなものを目的とするものである。
後者は、更に大きく2つに分かれる。一つ目は、元来植物が生育していなかった場所、あるいは少なくとも最近しばらくは植物が生育していない場所に、様々な工夫をして植物が生育できるようにすることである。砂漠の緑化、砂丘の緑化などがこれに当たる。この場合の緑化は、その地域の環境そのものを人間の生活により適したものに変えようとの意図がある。植物が生育するようになれば、農業も行いやすくなる、またうまくゆけば気候も和らぐ（地表面の温度上昇が抑えられる等）などと期待して、行われる。
この場合、もともと植物が育っていなかったのは、植物の成長を阻害する何等かの要因がそこにあるはずであるから、それに対する対処がまず必要になる。具体的には、水の補給法の確保や地表面の安定、砂の移動の制限などが行われる。
二つめは、人為的攪乱によって作られた裸地を再び植物で覆うことである。一般に、前近代では過剰な材木伐採や薪の採取が行われたことを受け、近代では治水の観点から、山林の保水能力を回復し洪水を防止することが指向された。日本では1950年に国土緑化推進委員会が設置され、国土緑化大会が開催された。日本では、道路の周辺、のり面などがよくその対象となった。また牧畜国では、放牧により失われた森林の緑化が課題となる事もある。
緑化には地球温暖化や他の生物を含む生態系への影響があり、それも目的に含まれる事もある。

## 問題点
緑化が自然保護を目的とする場合でさえも、かえって悪影響をもたらす場合があり、無視できない。たとえば街路樹を植えることも快適さなどの点において、環境の改善になっているかというと、複雑である。単純に考えるよりも困難・問題点も多い。砂漠緑化、街路樹、屋上緑化の項も参考。
また砂漠緑化などは困難であるが、実際にそれができたとしても、その最終的な影響は予想が困難であり、全く意図しない影響をもたらす可能性もある。極端な例としては、サハラ砂漠が完全に緑化されたら、シロッコとして南欧に運ばれる熱がなくなり、ヨーロッパは寒冷化すると思われる。そもそも砂漠も自然環境の一部であり、独自の生態系やバランスが存在し、地球上のあるべき場所には存在していて当然のものである。それを安易に緑化する事は人間の手による環境破壊にほかならない。
特に初期には、とにかくすぐに緑になればよいと、成長の早い国外の植物が安易に使われる例が多く、帰化植物侵入の重大な経路の一つともなっていた。これに関しては、1990年代頃より、国内の植物を利用する例も増えた。たとえばハギなどは道路の法面に盛んに用いられるようになった。しかし、この場合も、外来種の意図しない紛れ込みが確認されている。国内の植物を植える場合でさえ、その地域本来の植生と異なる植樹がされることがある。
また、植物種自体はその地域に自生するものであっても、地域による変異は、これまでほぼ無視されてきた。植樹に使う種子や苗を、他の地域や、あるいは道路工事などでは中国、朝鮮半島などから運び入れることで、植えられたもののその土地にあまり適応できず、枯れる、成育が悪いなど、効率が悪いことがある。また交雑によって本来の遺伝子プールが損われる遺伝子移入は、取り返しがつかない。たとえ種子や苗が近隣から採取されたとしても、少数の株に由来する場合は、将来的にはその株の子孫が増えすぎることで、やはり遺伝子プールの豊かさを損なうことになる。
アメリカでは、20世紀前半、クズ（葛）が土壌浸食を防ぐカバープラントとして政府によって奨励されたなどの経緯で導入された。ところが余りに広く繁殖、拡散したため、侵略的外来種として大変有害となっている。
ロシアでは、第二次世界大戦後にポプラ（露: トーポリ）が緑化の為に大量に植えられた。しかし、綿毛が大量に飛散するため、ゴミとして、またアレルギーの原因になるなどの害が出ている。
極端な例では、とにかく緑になればよいとして、緑色の塗料を吹き付けた例があった。

## 各国・地域における緑化

### 日本
「道路緑化」「工場緑化」「学校緑化」などと、対象施設と結びつけて呼ぶこともある。また，世界的に進む砂漠化をとどめるための緑化運動も行われている。
都市緑地法（1973年公布、1974年施行）の規定に基づき用途地域が定められている都市計画区域内で、緑化の推進の必要があるとして、都市計画に敷地面積に対する緑地の割合（「緑化率」という）の最低限度を定めた地域を「緑化地域」とよんでいる。
住民参加の一形態として、啓蒙的な役割から一定の広がりのある地域に樹木や草花を育成管理することを、店舗者同士または居住者と公共用地管理者が合意する協定を「緑化協定」という。
公共団体が作成する緑の基本計画、再開発計画などのなかで、緑化、植栽の全体計画を策定したり、工場、学校、住宅地などの緑化、植栽計画は「緑化計画」と呼ばれる。上記はマクロな場合で、ミクロでは工場、学校、住宅地などの緑化、植栽計画を指す。
一定の広がりのある地域で、樹木や草花を育成管理することを、店舗者同士または居住者と公共用地管理者が合意する緑化協定なども取り組まれている。これは住民参加の一形態であり住民に対する啓蒙的な役割もある。
都市緑地法の規定に基づき用途地域が定められている都市計画区域内で、緑化の推進の必要があるとして、都市計画に、敷地面積に対する緑地の割合（「緑化率」という）の最低限度を定めた地域を「緑化地域」としている。
公共事業として、1950年から全国植樹祭、1983年から全国都市緑化フェアがある。
第二次世界大戦時に、陣地を掘り下げる際に出た土砂を隠すために、沖縄県や小笠原諸島でギンネムが植えられたことがある。

### インド
インド東部のビハール州にある小都市バブアでは、2014年1月に「インド初の緑化都市（世界初とも）」を宣言。建物の外観を緑色に統一して市民の意識を高める動きから始まり、道路沿いの植え込みや市民公園における緑化対策にも着手。さらに集配ゴミの一括処理やポイ捨て禁止へも波及している。

### ヨーロッパ
ヨーロッパでは歴史的に森林の大部分が失われた。EUは1990年から、農家に緑化に補助金を交付している。これは農地を森林に戻す事、森林の維持に対してである。これにより、1993年から1997年にかけて、5000km2以上が緑化された。この計画は第2期が2000年から2006年にも行われ、第3期は2007年に始まった。
ポーランドでは、第二次世界大戦後に森林面積（森林率）は国土の20%まで低下し、植林が政府により計画された。2006年12月31日の時点では29%となった。2050年までに33%とする計画である。
スペインは、1990年から2005年にかけて、率の上ではヨーロッパで最も速く植林がなされた。この期間に4万km2以上が植林され、森林面積は13万5000km2から17万9000km2となった。国土の面積に占める率は26.6%から35.4%となった。

### アメリカ合衆国
アメリカ合衆国では、ネブラスカ州知事であったジュリアス・スターリング・モートンが、1872年に植樹日を提唱。同年より植樹が開始され、20年後には州の荒蕪地（荒地）に70万エーカーの森林が広がるようになった。また、これら植樹活動は日本にも紹介され、日本国内において愛林日の活動や学校林の活動へ波及した。